# Winx Club: The Quest for the Codex
Winx Club: The Quest for the Codex – gra komputerowa wydana przez firmę Konami na konsole Nintendo DS i Game Boy Advance, a wyprodukowana przez Powerhead Games. Została wydana w Ameryce Północnej 6 listopada 2006 roku, a w Europie i Australii dwa dni później. 

## Rozgrywka
Gra składa się z połączenia tradycyjnej strzelanki z przesuwnym ekranem i sześciu minigier. Bohaterkami jest pięć czarodziejek znanych z serialu animowanego Klub Winx: Bloom, Stella, Musa, Tecna, Flora oraz Layla. Mają one za zadanie pokonać czarownice Trix i przeszkodzić Lordowi Darkarowi w zdobyciu magicznego kodeksu. Co jakiś czas jedna z bohaterek mówi, że opadły z sił, co powoduje przejście do sekcji minigier w celu odzyskania energii. Dwie z minigier są w stylu Dance Dance Revolution, a w jednej z nich gracz ma za zadnie obronić ogród przed szkodnikami. 

## Odbiór gry
Gra została skrytykowana przez większość recenzentów, głównie z powodu niskiej jakości minigier. Recenzent GameZone wystawiając grze ocenę 4/10 powiedział, że minigry są nudne, nieoryginalne, często tandetne i frustrujące. Lucas M. Thomas z IGN stwierdził, że gra jest niespójna i niedopracowana. Skrytykował również grafikę i rozgrywkę, ale pochwalił udźwiękowienie.